# 조형곤 (음악가)
조형곤(1968년 3월 12일 ~ 2020년 7월 25일)은 대한민국의 음악인 겸 대학교수였다.
1988년 연세대학교 토목공학과 2학년 재학 당시 친구의 권유로 합류한 '무한궤도'가 〈그대에게〉로 대학가요제에서 대상을 수상하면서 음악인의 길을 걷게 되었다. 무한궤도 해체 이후 정석원, 장호일 등과 함께 015B를 결성해 팀의 베이시스트로 활동하면서 4집 앨범까지 참여하였다. 이후 미국 버클리 음악대학으로 유학하였고, 친형인 조형민과 '삶 사람 사랑'이라는 팀을 결성해 앨범을 발표하기도 하였다. 2020년 7월 25일 사망했다. 사인은 알려지지 않았다.

## 학력
- 경문고등학교
- 연세대학교 토목공학과
- 서울예술대학 실용음악과
- 버클리 음악 대학

## 경력
- 김형진예술재단 이사

## 음반
- 무한궤도 1집 《우리 앞의 생이 끝나갈때》
- 015B 1집 《공일오비》
- 015B 2집 《Second Episode》
- 015B 3집 《The Third Wave》
- 015B 4집 《The Fourth Movement》
- 015B 가스펠 《015B Gospel Music:Hymn to him》
- 삶, 사람, 사랑 1집  《Life, Human, Love》
- 삶, 사람, 사랑 2집  《밤의 노래》 - 미발매